# Josef Gaderer
 Josef Gaderer  (* 11. November 1890 in  Pram, Oberösterreich; † 26. Dezember 1971 in Enns, Oberösterreich) war ein Schlosser und christlichsozialer Politiker.
Gaderer arbeitete zuerst als Schlosser in Steyr, 1920 wurde er Arbeitersekretär und wechselte später zur Holzbaufirma Wilflingseder nach Ried im Innkreis. In den Jahren 1918/1919 war er für die Christlichsoziale Partei Mitglied der Provisorischen Landesversammlung und auch Ausschussmitglied im Landeshilfsverein vom Roten Kreuz.